# Sienik
Sienik (Heterogaster) – rodzaj pluskwiaków z podrzędu różnoskrzydłych i rodziny sienikowatych. Obejmuje 22 opisane gatunki. Zamieszkują krainy palearktyczną i orientalną. W zapisie kopalnym znane od oligocenu.

## Morfologia
Pluskwiaki o ciele podłużnie owalnym, długości od 4,5 do 7,6 mm. Głowę mają mniej więcej tak szeroką jak długą, ku przodowi wyraźnie zwężoną. Kształt przedplecza jest trapezowaty z bocznym brzegami pośrodku dwufalistymi. Punktowanie powierzchni głowy i przedniej części jest gęstsze i płytsze niż dalszej części ciała.  Boczne krawędzie przedplecza bywają wąsko obrzeżone lub pozbawione obrzeżenia. Przez środek przedplecza biegnie poprzeczne wklęśnięcie, sięgające obu jego boków. Zwykle w tylnej części tarczki znajduje się podłużny kil. W rodzaju występują wyłącznie formy makropteryczne, o dobrze wykształconych skrzydłach. Odnóża bywają jedno- lub dwubarwne. Przednia para odnóży ma na spodzie ud ząbkowanie, jednak może być ono bardzo delikatnie zaznaczone.
U larw (nimf) ciało również jest owalne, jednak bardziej wydłużone. Odwłok zaopatrzony jest w grzbietowe gruczoły zapachowe. U młodszych stadiów powierzchnia do odparowywania wydzieliny (ewaporatorium) pierwszej pary tych gruczołów jest szczątkowa, u stadiów późniejszych dobrze wykształcona i podobna rozmiarami do ewaporatoriów dalszych par. Same gruczoły pierwszej pary pozostają jednak rozwinięte szczątkowo u wszystkich stadiów.

## Rozprzestrzenienie
Pluskwiaki te zamieszkują krainę palearktyczną i wschodnią część krainy orientalnej. 7 gatunków współczesnych znanych jest z zachodniej Palearktyki, a spośród nich występowanie trzech stwierdzono w Polsce (zobacz: sienikowate Polski).

## Taksonomia i ewolucja
Rodzaj ten wprowadzony został w 1829 roku przez Samuela Petera Schillinga. Jego gatunkiem typowym wyznaczono opisanego w 1775 roku przez Johana Christiana Fabriciusa Cimex urticae. W 1837 roku Franz Xaver Fieber wprowadził nazwę rodzajową Phygas, którą ze względu na bycie młodszym homonimem zmienił w 1852 roku zmienił na Phygadicus. Nazwy wykreowane przez Fiebera zostały później zsynonimizowane z Heterogaster.
Do rodzaju tego zalicza się 22 opisane gatunki:

- Heterogaster affinis Herrich-Schaeffer, 1835
- †Heterogaster antiqua Heer, 1853
- Heterogaster artemisiae Schilling, 1829
- Heterogaster behrensii (Uhler, 1876)
- †Heterogaster breviscutatus Theobald, 1937
- Heterogaster canariensis Lindberg, 1960
- Heterogaster cathariae (Geoffroy, 1785)
- Heterogaster chinensis Zou & Zheng, 1981
- Heterogaster cymoides Walker, 1872
- Heterogaster distincta Jakovlev, 1881
- †Heterogaster famosa Forster, 1891
- Heterogaster flavicosta Barber, 1939
- Heterogaster muscorum Gistl, 1837
- Heterogaster nasuta Horvath, 1895
- Heterogaster parens Jakovlev, 1902
- †Heterogaster pumilio Heer, 1853
- †Heterogaster radobojana Heer, 1853
- †Heterogaster rediviva Heer, 1853
- †Heterogaster tristis Heer, 1865
- †Heterogaster troglodytes Heer, 1853
- Heterogaster urticae (Fabricius, 1775) – sienik pokrzywnik

W zapisie kopalnym znane są od oligocenu.